# 8370 Vanlindt
8370 Vanlindt este un asteroid din centura principală de asteroizi.

## Descriere
8370 Vanlindt este un asteroid din centura principală de asteroizi. A fost descoperit pe 4 septembrie 1991 la Observatorul La Silla de Eric Walter Elst. El prezintă o orbită caracterizată de o semiaxă mare de 2,57 ua, o excentricitate de 0,12 și o înclinație de 11,3° în raport cu ecliptica.